# Liste der Monuments historiques in Châteauneuf-Villevieille
Die Liste der Monuments historiques in Châteauneuf-Villevieille führt die Monuments historiques in der französischen Gemeinde Châteauneuf-Villevieille auf.

## Liste der Bauwerke
| Bezeichnung                       | Beschreibung              | Standort | Kennzeichnung | Schutzstatus | Datum | Bild           |
| --------------------------------- | ------------------------- | -------- | ------------- | ------------ | ----- | -------------- |
| Kirche Notre-Dame-de-l’Assomption | Erbaut im 12. Jahrhundert | (Lage)   | PA00080702    | Inscrit      | 1928  | weitere Bilder |

## Liste der Objekte
Zum Verständnis siehe: Kirchenausstattung
- Monuments historiques (Objekte) in Châteauneuf-Villevieille in der Base Palissy des französischen Kultusministeriums